# وحش (فلم 2023)
وحش (باليابانية: 怪物) فيلم دراما ياباني من اخراج هيروكازو كورئيدا من سيناريو كتبه يوجي ساكاموتو. تلعب دور البطولة ساكورا أندو في دور الأم التي تواجه مدرسًا بعد أن لاحظت تغيرات مزعجة في سلوك ابنها. يعد هذا الفيلم الأول الذي يخرجه كورئيدا ولم يكتبه بنفسه منذ مابوروشي (1995). تم تأليف الموسيقى بواسطة ريوجي ساكاموتو، والذي توفي قبل صدور الفيلم.
عرض الفيلم عالمياً ولأول مرة في مهرجان كان السينمائي السادس والسبعين في 17 أيار /مايو 2023، حيث نافس على السعفة الذهبية. وصدر الفيلم في اليابان في 2 حزيران/ يونيو 2023.

## الممثلون
- ساكورا أندو بدور أم ميناتو، ساوري موغينو
- إيتا ناجاياما بدور ميتشيتوشي هوري، ميناتو ومدرس الصف في يوري
- سويا كوروكاوا بدور ابن ساوري، ميناتو موغينو
- هيناتا هيراجي بدور زميل ميناتو، يوري هوشيكاوا
- ميتسوكي تاكاهاتا بدور عشيقة هوري، هيرونا سوزومورا
- أكيهيرو تسونودا بدور نائب مدير المدرسة الابتدائية، هومياكي شودا
- شيدو ناكامرا بدور والد يوري، كيوتاكا هوشيكاوا
- يوكو تاناكا بدور مديرة المدرسة الابتدائية، ماكيكو فوشيمي

## الانتاج
تم التصوير في حوالي 25 موقعًا في منطقة سوا بمحافظة ناغانو (سوا وأوكايا وفوجيمي وشيموسوا)، في الفترة من 19 آذار/مارس إلى 12 أيار/مايو ومن 23 تموز/يوليو إلى 13 آب/أغسطس 2022. وشارك ما يقرب من 700 طالب من طلاب المدارس الابتدائية المحلية كإضافات. بناية مدرسة سوا جوهوكو الابتدائية، استخدمت كموقع تصوير، على أنها "مدرسة جوهوكو الابتدائية".

## روابط خارجية
- مقالات تستعمل روابط فنية بلا صلة مع ويكي بيانات